# 龙彦瑫
龙彦瑫（？—971年），北宋时西南龙番（五姓番之一）首领，五姓番大约在今贵州省惠水县一带。
西南番族即今布依族。北宋初年，南宁州（今贵州南部，治所在惠水县南）龙、方、张、石、罗五姓领主崛起，取代了尹、莫两姓领主的统治地位，史称“黔南五姓番”，奉龙氏为宗，称西南番王。乾德五年（967年），晋京朝贡，向宋朝进贡方物，授为归德将军、南宁州刺史、蕃落使，为“八番”首领。又以顺化王武才为怀化将军，武才之弟若启为归德司阶，武龙州部落王子若溢、东山部落王子若差、罗波源部落王子若台、训州部落王子若从、鸡平部落王子若冷、战洞部落王子若磨、罗母殊部落王子若母、石人部落王子若藏并为归德司戈。开宝二年（969年），武才等一百四十人又至开封进贡，宋太祖以武才为归德将军。来人请求赐武才钿函手诏，朝廷以旧制未有，于是不许。开宝四年（971年），龙彦瑫卒，武才及八刺史上书，请以龙彦瑫子龙汉瑭为嗣，宋太祖下诏授龙汉瑭为南宁州刺史兼蕃落使。